# 惊奇龙属

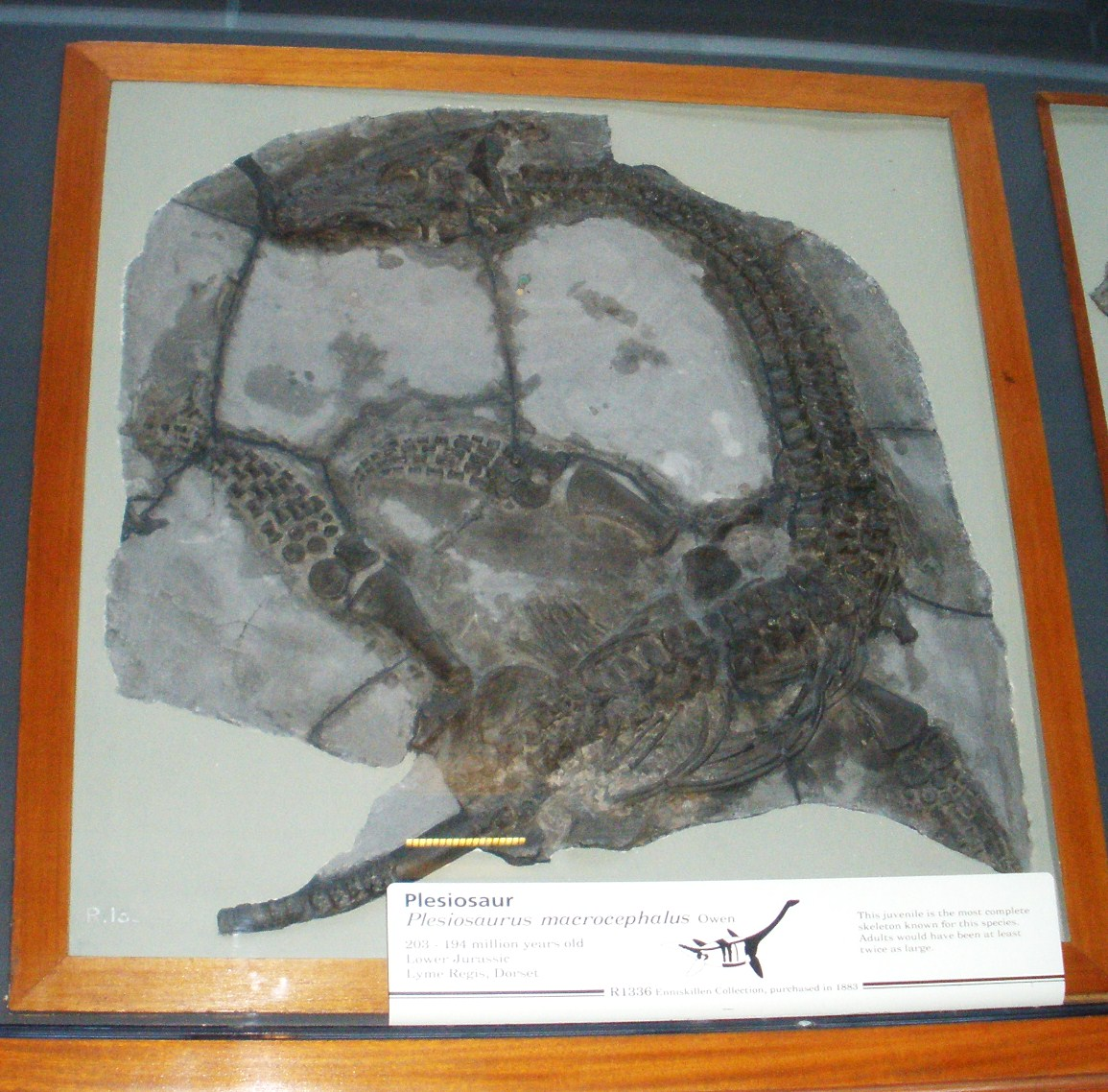
“大头蛇颈龙”的正模标本，可代表一只幼年惊奇龙

惊奇龙（学名：Thaumatodracon）是上龙亚目彪龙科的一个属，生存于早侏罗世。属下包括单一物种，由亚当·史密斯（Adam Smith）和里卡多·阿劳霍（Ricardo Araùjo）于2017年命名。
1969年初，德国业余古生物学家柯特·维登罗斯（Kurt Wiedenroth）在多塞特郡莱姆里吉斯与查茅斯之间的一片海滩上发现一具蛇颈龙类骨骼。起初他在布莱克维恩悬崖（Black Ven cliff）下发现了一个白垩结节，其中含有一排颈椎，后来发现其中还存在一个颅骨。其它含化石基质碎片亦被移走。他将这些化石带回德国，并于同年卖给汉诺威下萨克森州博物馆。当时仅有少数工作者研究英国蛇颈龙类。骨骼被存放于仓库，直到90年代才由伊利亚·威德曼（Elijah Widmann）进行部分清修。
21世纪早期，蛇颈龙研究得到有力复兴，旧材料被重新研究，新属也相继被命名。2011年，蛇颈龙专家里卡多·米格尔·诺布雷加·阿劳霍（Ricardo Miguel Nóbrega Araújo）和亚当·史密斯参观了汉诺威博物馆。两人研究骨骼后得出结论称其为科学意义上的新物种。其于2012年在科学文献上，同时公布一项特别研究计划。
2017年，模式种维氏惊奇龙（Thaumatodracon wiedenrothi）由史密斯和阿劳霍命名并描述。属名取自希腊语thauma（惊异）及drakon（龙）。此名意指较早命名的属惊异龙（Thaumatosaurus Meyer 1841），而史密斯已于2010年将著名的胜利惊异龙（Thaumatosaurus victor）移入独立属梅尔拉龙。种名致敬发现者维登罗斯。
正模标本NLMH 106.058出自锡内穆阶的查茅斯泥岩组布莱克维恩段（Black Ven Mudstone Member）。标本由部分骨骼组成，包括颅骨、下颌骨及27节颈椎的完整椎系列。此外还出土一块35厘米长的石板，基质可能仍包裹着椎骨或胸带材料。材料还包括数百个小碎片。截至2017年，所有遗骸尚未清修完成。
惊奇龙是种较大的彪龙科，长约6.5（21英尺）、重达2公噸（2.0長噸；2.2短噸）、颅骨长60（24英寸）。